# 北陳留潁川二郡
北陳留潁川二郡，中國東魏時設置的雙頭郡，前身為南朝梁時設置的兩個僑郡陳留郡、潁川郡。

## 沿革
梁武帝大通二年（528年），佔領北魏潁州。後分潁州置陳州，領二僑郡：陳留郡（今安徽省阜陽市太和縣西北）、潁川郡（今安徽省阜陽市潁東區南）。其中，陳留郡領圉城、雍丘、陳留、小黃等僑縣，潁川郡領許昌等僑縣。
東魏孝靜帝武定七年（549年），因侯景之亂取南朝梁陳州，併入潁州，以陳留郡、潁川郡改置雙頭郡北陳留潁川二郡。至此，北陳留潁川二郡領五僑縣：許昌、圉城、雍丘、陳留、小黃。北齊文宣帝天保七年（556年），省併圉城、雍丘、小黃三縣。至此，北陳留潁川二郡領二僑縣：陳留、許昌。後復分北陳留潁川二郡為陳留郡、潁川郡二郡，陳留郡領陳留縣，潁川郡領許昌縣。
隋文帝開皇三年（583年），廢陳留郡，陳留縣直屬潁州；廢潁川郡，許昌縣直屬潁州。

## 人口
- 東魏孝靜帝武定中（543年－550年），北陳留潁川二郡有351戶、1272口。[2]